# 朱焘谱
朱焘谱（1916年9月14日—2001年6月3日），后改名朱启明，北京人。早年为中国共产党地下情报人员，后为中华人民共和国北京市商業局副局長、北京市高級人民法院顧問。

## 生平

### 燕京大学学生领袖
朱启明生于1916年9月14日。1935年至1937年，先后在燕京大学社会学系、西语系学习。
其间，朱启明参加了1935年的一二·九运动。在1935年12月16日举行的“一二·一六”大游行前夜，燕京大学召开学生自治会全体大会，讨论决定次日参加抗议冀察政务委员会成立的示威游行。学生自治会代表大会主席张兆麐宣布，需要征集三、五十位同学组成敢死队，游行时走在队伍最前面。说完后，女同学龚维航（即龚澎，当时尚未加入中共）挺身而出，报名当敢死队员。随后，朱启明等人也纷纷报名成为敢死队员。
1936年1月，燕京大学学生参加了中共北平党组织引导平津学联组织的平津学生南下扩大宣传团，赴北平、天津以南的农村地区宣传抗日救国。当时，平津学联共组织了四个宣传团，第一团由北平东城各校学生组成，第二团由北平西城、南城各校学生组成，第三团由北平西郊及其他地方的学生组成，第四团由天津学生组成。燕京大学学生46人、贝满女中、华光女中学生3人，共49人，被编为第三团第二大队。第二大队大队长原为王汝梅（黄华），陈翰伯为第二大队第三小队队长。不久王汝梅调往指挥部，出任第三团团长，陈翰伯接任第二大队大队长，赵荣声任第三小队队长。朱启明被编在第三团第二大队第三小队。队伍出发后，燕京大学当局担心学生安全，乃决定通知学生家长，并由学校派出教授雷洁琼、英国籍教授毕文（Beven）、注册课韩景濂这三个人前往寻找学生队伍，以通知学生，由学生决定是否返校。三人在琉璃河火车站附近的小学校找到了燕京大学的队伍，王汝梅（黄华）领导的学生们不肯回校，三人仅带回了一位脚受伤的魏姓女生。队伍行至高碑店，遇到军警特务包围，无法前进。军警特务要他们解散队伍，被他们拒绝。军警特务乃将他们押送火车站。途中，由于负责押送的还有驻扎在当地的东北军部队，故一路较为平安。快到火车站时，学生们被驱赶进小店，东北军部队撤走，随后学生们遭到特务扔石头、烧房子。
1936年至1937年，朱启明任燕京大学学生自治会代表大会副主席。他还曾参加过“抗日民族解放先锋队”。1936年秋，傅作义所部开始绥远抗战。1936年11月下旬，朱启明参加了一个由平津学联组织的平津学生赴京请愿代表团，赴南京请愿，要求南京国民政府联合各党派一致抗日，支援绥远抗战。代表团共六人，其中燕京大学有朱祥麟（燕京大学学生自治会执委会副主席）、朱启明（燕京大学学生自治会代表大会副主席）两人，此外还有南开大学的沙琴辉等人。此次请愿的任务是由燕京大学学生自治会代表大会主席朱南华向朱祥麟、朱启明交待的，称在请愿的同时，应尽可能同南京的学生及群众直接接触，宣传抗日救亡。代表团一行六人乘火车抵达南京后，有一人未下车而赴上海活动，其他五人刚下车就被等候在此的三、四个人拦住，称是奉国民政府教育部之命前来“照料”，随后被送往金陵旅社。次日清早，五人趁机溜出旅社，其中三人（包括朱祥麟、朱启明）赴金陵大学，朱启明发表了演讲，介绍平津学生运动的情况，受到金陵大学同学的欢迎。随后，在赴国立中央大学时，三人被持抢的特务押到另一家旅馆，其他二人也被押来，继续由教育部的“照料”者“照料”。当晚，国民政府教育部司长雷震接见五人。次日晚，五人又相继受到教育部长王世杰、立法院长陈立夫、行政院秘书长翁文灏的接见。这些大员在接见时，反复强调全面抗战已成“既定方针”，对五人提出的“联合各党派共同抗日，释放爱国人士，以及援助绥远军队”等问题，则未具体回应。五人提出的面见蒋介石的要求也没有回应。五人对此强烈不满。经过一天等待后，五人被押送回平津。此后，在平津学联的安排下，朱启明在北平的国立北平师范大学及东北大学先后作了两次关于此次请愿之行的报告，指责中国国民党无理对待学生抗日救亡的要求。
1936年11月18日至22日，朱启明作为燕京大学学生自治会代表，随燕京大学学生自治会代表王达仁、燕京大学中国教职员会代表梅贻宝、朱自清、燕京大学新闻学系同学王若兰一起赴绥远及平地泉慰劳前方抗战将士。

### 入党与脱党
1937年抗日战争爆发，朱启明同“抗日民族解放先锋队”断了联系，离开北平南下。1937年冬，朱启明在国立武汉大学借读时，报考了中央陆军军官学校特别训练班。经过2个月的军事训练后，全体学员均以“班”（16人）为单位，集体宣誓参加了“复兴社”。1938年5月，“复兴社”宣告解散，被并入“三青团”，朱启明被分配到“三青团”干部训练班继续受训。报到之后，未等开班，朱启明便在1938年9月开小差赴延安，进入了中国人民抗日军政大学（简称“抗大”）学习，一直学习至1939年。在赴延安时，朱启明曾在八路军西安办事处填表，曾填写参加过“三青团”，而未填写参加过“复兴社”。1939年3月，朱启明在瓦窑堡抗大一大队被发展加入中国共产党。随即被调回抗大政治部，从1939年春至同年9月，担任中国人民抗日军政大学同学会副主任。在党员候补期，朱启明接受了党内教育，便向抗大政治部主任李逸民交待了自己曾参加“复兴社”的情况。李逸民对朱启明说，“交待了就好”，并说朱启明转为正式党员的障碍解除了。几天后，朱启明被叫到总政治部（是抗大政治部的上级）谈话，谈话并没有宣布朱启明转为正式党员，而是宣布了对朱启明的处理决定：“鉴于朱启明的问题在边区”无法核实，因而要到蒋管区去工作，在生死考验中接受审查。”并答应朱启明待到了蒋管区，中共党组织会派人找其联系，指导其工作。
1939年9月，朱启明离开陕甘宁边区。1939年11月，朱启明抵达四川成都，等了半年，没有见到中共党组织派人来联系，便将自己的经历写成材料，托一位进步记者赴重庆，转交八路军重庆办事处，要求协助解决自己的问题。办事处随后以普通邮政寄来一封信，其中称“你说你参加过复兴社，又说去过延安，被遣送出来，要求联系。本办事处不管此事。”此后，朱启明与中国共产党失去联系，曾当记者，还先后在四川成都、云南鹤庆、大理、宝山等地的中等学校当教员，直到1946年。

### 刘仁部下
1946年，朱启明回到北平，和原燕京大学同学、时为中共晋察冀中央局社会部干部的张勉学（张德华，女）取得了联系。张勉学答应将朱启明的情况向上级汇报，并要朱启明先回燕京大学复学，在张勉学的领导下从事中共的地下工作。在燕京大学时，朱启明未与其他系统的中共党组织发生联系。1947年夏，张勉学被国民政府逮捕，朱启明营救未果，便找到燕京大学中共党组织的曲慎斋，说明了情况，请其领导工作并帮助解决自己的中共党籍问题。但曲慎斋称自己即将赴解放区，朱启明便随其同往。
1948年初，中共中央华北局城工部主要负责人刘仁在河北泊镇的中共中央华北局城工部找来朱启明谈话，详细了解了其经历。刘仁指示朱启明回北平，准备办刊物，并称无论朱启明能否成功在北平立足，其党籍问题都会很快解决。后来，北平城内的情况紧张，朱启明只好重返城工部。1948年3月底，中共中央华北局城工部学委负责人孙国良通知朱启明，已经批准其重新加入中国共产党，介绍人为刘仁。孙国良还称，之所以不是恢复党籍而是重新入党，是因为重新入党比较快，便于及早投入工作，过去的党龄则不再计算。
中华人民共和国成立后，朱启明任中共北京市委政策研究室组长。1964年，任北京市商业局副局长。文化大革命爆发后，随着彭真领导的原中共北京市委倒台，朱启明也遭到批斗，被打成受“彭真反革命修正主义集团”重用的“日伪特务”，又有的说是受到刘仁网罗的“美蒋特务”，受到迫害。

### 从法院到燕大校友会
文化大革命结束后，1980年，朱启明任北京市高级人民法院顾问。1979年费路路出任北京市高级人民法院顾问，并增选为北京市政协委员后，积极关心工读教育，同为北京市高级人民法院顾问的朱启明，为此还特地作了《西江月》词相赞：“往事辛酸休念，放眼未来向前。雪里送炭犹争先，白首丹心不减。”1983年，朱启明离休。
1993年，朱启明与雷洁琼、韩叙、吴阶平、柯华、凌青、周南、萧乾、项淳一、叶笃义、许宝骙、赵萝蕤、李慎之等人一道当选为新一届燕京大学北京校友会理事会理事。在燕京大学北京校友会编印的《燕大校友通讯》（面向海内外燕京大学校友发行）上，朱启明多次撰文，是该刊物的热心读者和撰稿人。
2001年6月3日，朱启明病逝，享年85岁。《燕大校友通讯》第32期刊登的消息称：

朱启明校友逝世
35085学号校友、北京市高级人民法院离休干部朱启明（朱焘谱），于2001年6月3日因心脏病突发抢救无效逝世，享年85岁。遗体已于6月5日火化。北京市高级人民法院根据其本人遗嘱，丧事从简，仅以讣告形式通告亲朋好友。

朱启明1935年9月考入燕大社会学系，后转入西语系。入校不久即参加“一二·九”运动。1936年4月被选为燕大学生代表大会副主席。1949年建国后，先后任中共北京市委政策研究室组长、市商业局副局长等职。1980年任北京市高级人民法院顾问。1983年离休。

## 著作
- 朱焘谱，“一二·九”运动史料拾遗，载 中国人民政治协商会议北京市委员会文史资料研究委员会 编，文史资料选编第9辑，北京出版社，1981年，第179-185页
- 朱焘谱，回忆援绥劳军和赴京请愿，载 一二九在未名湖畔，北京出版社，1985年
- 朱启明，刘仁同志介绍我入党，北京支部生活1994年01期
- 朱启明，一篇延误了的校友通讯——燕园一二·运动史料补遗，燕大校友通讯1995年3月第19期，第36-37页
- 朱焘谱，感谢校友们伸出援手，燕大校友通讯1998年3月第25期，第52-53页
- 朱启明，西语系的一段往事，燕大校友通讯1999年9月第28期（建校八十周年纪念特刊），第46页
- 朱启明，朱启明来信，燕大校友通讯2000年3月第29期，第13页

## 家庭
- 女儿：朱明新
- 女婿：吴承之
  - 外孙女：吴今
  - 外孙女：朱令